# Epiphragma riveranum
Epiphragma riveranum är en tvåvingeart som beskrevs av Alexander 1932. Epiphragma riveranum ingår i släktet Epiphragma och familjen småharkrankar. Inga underarter finns listade i Catalogue of Life.